# 蒙古穗三毛
蒙古穗三毛（学名：Trisetum spicatum var. mongolicum）为禾本科三毛草属下的一个变种。

## 扩展阅读
- 維基物種上的相關：蒙古穗三毛